# KVAB Z4p
Z4p/Z4t – oznaczenie na szwedzkich Kolejach Państwowych SJ rodziny wąskotorowych lokomotyw spalinowych z przekładnią hydrauliczną produkcji szwedzkiej. Podstawowym modelem była Z4p na tor szerokości 891 mm, jej odmianą była Z4t na tor szerokości 1067 mm. Budowana przez Kalmar Verkstad AB (KVAB) w liczbie ponad 60 sztuk, z tego 59 jeździło na kolejach SJ.

## Historia

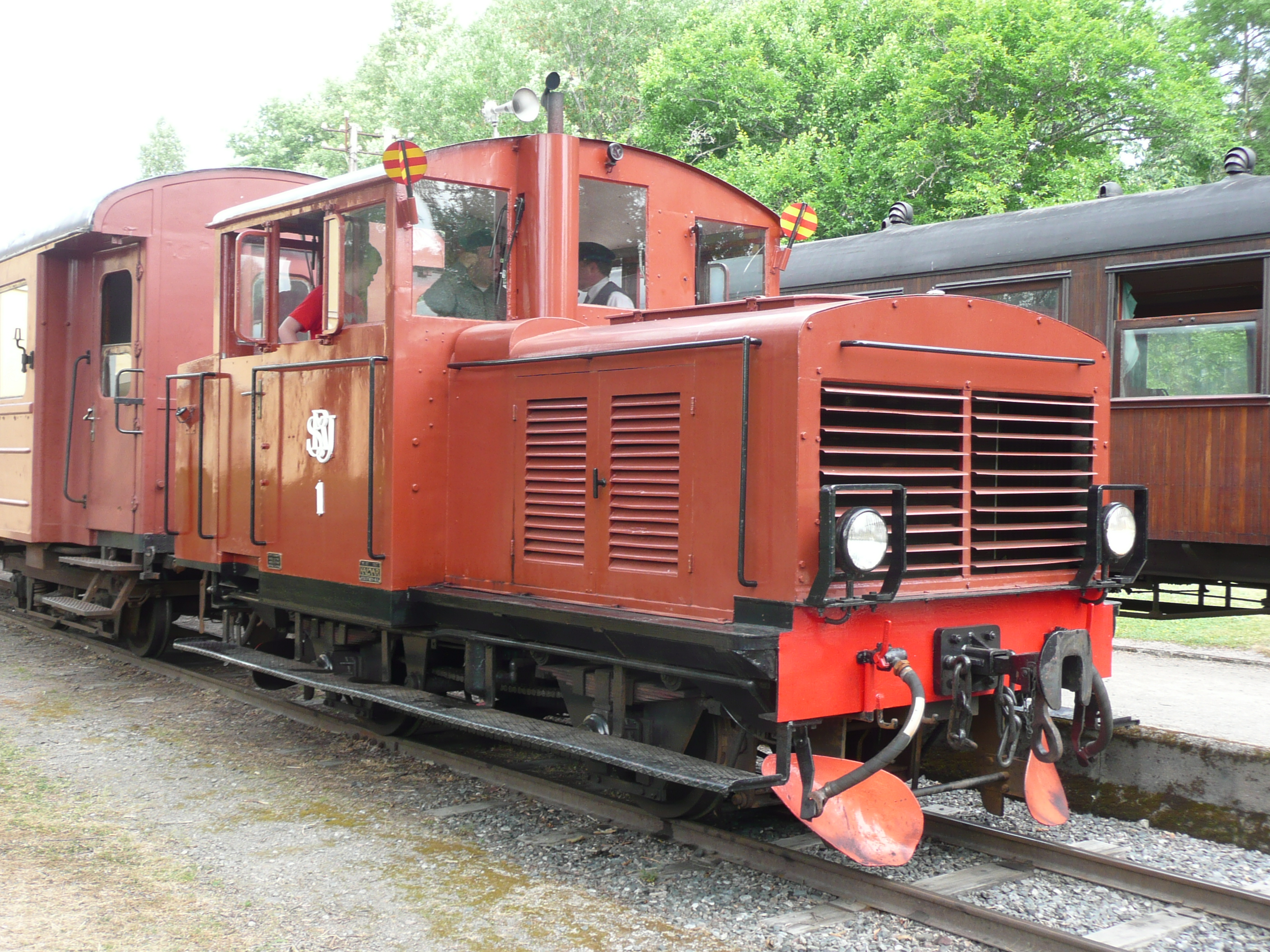
Jedna z pierwszych lokomotyw z 1947 dla kolei SRJ (krótsza), zachowana na kolei Lennakatten

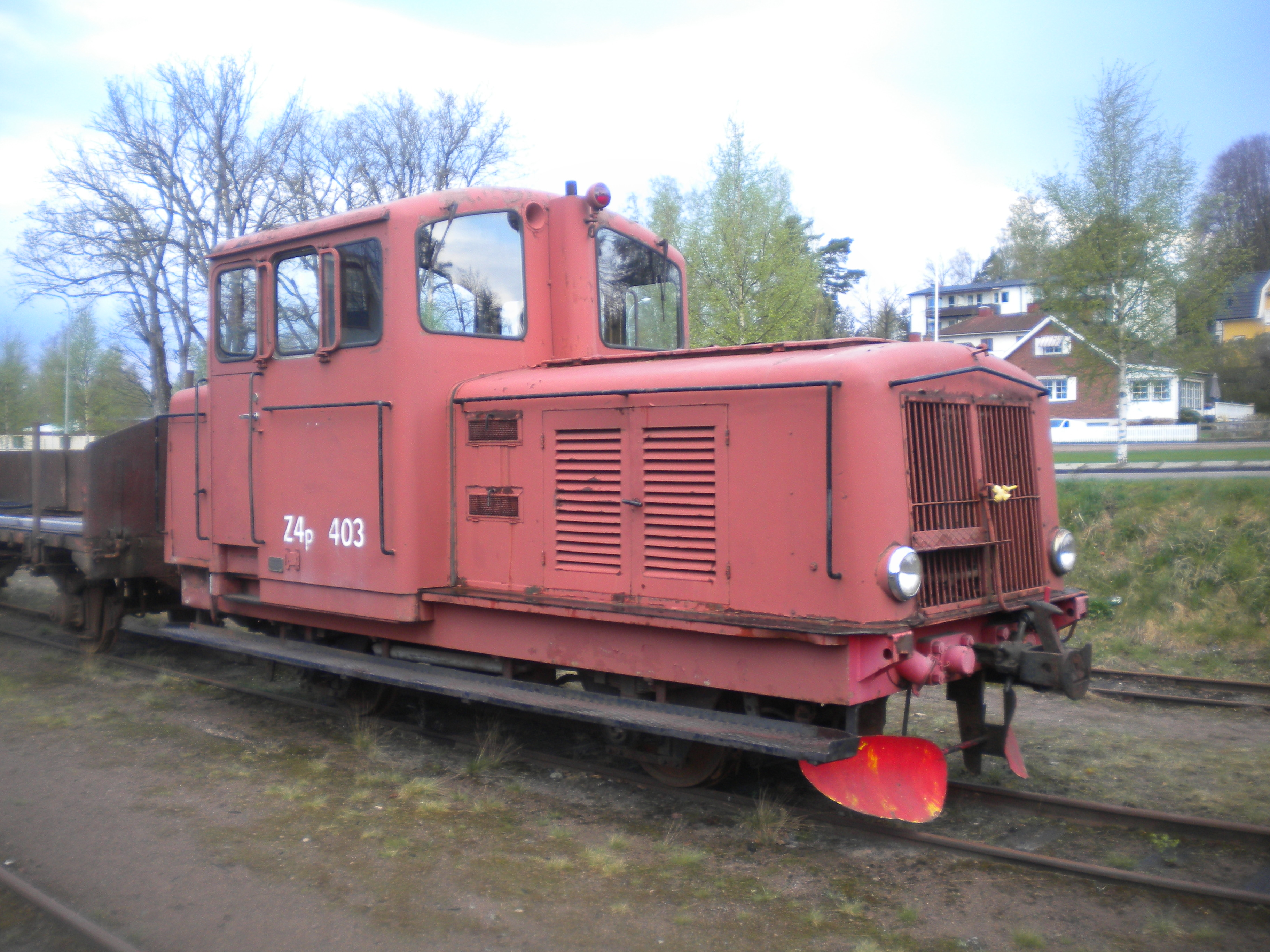
Z4p 403 zmodernizowanej serii

Po II wojnie światowej warsztaty Kalmar Verkstad AB (KVAB) w Kalmarze wyprodukowały w latach 1947 i 1948 cztery stosunkowo mocne dwuosiowe spalinowe lokomotywy wąskotorowe z przekładnią hydrauliczną dla prywatnych kolei Stockholm–Roslagens Järnvägar (SRJ), Uddeholm w Munkfors i Gotlands Järnväg (GJ) na Gotlandii. W ich konstrukcji wykorzystano doświadczenia i podzespoły z budowanych wcześniej lokomotyw normalnotorowych. Lokomotywy te miały długość 5,8 m. Nosiły numery fabryczne z zakresu 60-63.
Szwedzkie Koleje Państwowe SJ już w 1946 roku zamierzały zamówić lokomotywy o takiej specyfikacji, oznaczone Z4p lub Z4t zależnie od szerokości toru, lecz w pierwszym przetargu latem 1947 roku na lokomotywy wąskotorowe i zbliżone normalnotorowe Z4 zgłosił się jedyny producent Märsta-Verken, który zażądał zbyt wysokiej ceny. Dlatego w nowym przetargu we wrześniu kolej zachęciła do złożenia oferty Kalmar Verkstad i w październiku tego roku koleje złożyły tam zamówienie na cztery lokomotywy Z4t na tor o rozstawie 1067 mm i trzy Z4p na tor o rozstawie 891 mm w (numery 226–229 i 230–232). Konstrukcja lokomotywy dla Kolei Państwowych została zmodyfikowana – została ona wydłużona do 6,4 m w celu poprawy własności jezdnych przy prędkości maksymalnej. Wersje na oba rozstawy toru nie różniły się konstrukcją i w razie potrzeby mogły być przerobione na inny rozstaw. Lokomotywy pierwszej serii wyposażone były w silniki wysokoprężne Scania-Vabis D802 o mocy 150 KM i przekładnie hydrauliczne Atlas-Diesel DF-1 systemu Lysholma-Smitha, dostarczane przez kolej. Napęd przenoszony był na koła łańcuchami. Mimo terminu umownego do 1949 roku, trudności powojenne sprawiły, że zamówioną serię zbudowano dopiero w 1950 roku.
Już w październiku 1949 roku zamówiono dalsze 11 Z4p (numery 255–266). Lokomotywy te zostały zbudowane w latach 1950–51 jako druga seria, różniąca się nowym silnikiem wysokoprężnym z bezpośrednim wtryskiem Scania-Vabis D812 o mocy 160 KM. Silnik ten montowano później także we wcześniejszych lokomotywach. Ich prędkość maksymalna wzrosła z 40 do 45 km/h. Różniły się zewnętrznie chłodnicą oleju hydraulicznego wyniesioną na ścianę czołową. W czerwcu 1951 roku koleje zamówiły trzecią serię 18 lokomotyw u tego samego producenta: cztery Z4t (307–310) i 14 Z4p (311–324). Dostarczono je w latach 1952–53 wraz z pięcioma dalszymi Z4p (327–331). Lokomotywy produkowane w latach 1950–1952 nosiły numery fabryczne od 69 do 86 i od 90 do 112.
W 1956 roku wyprodukowano jeszcze dla SJ 15 lokomotyw Z4p zmodernizowanej serii (numery taborowe: 397–411, fabryczne: 118–132). Wyróżniały się one bardziej zaokrąglonymi kantami i dwoma większymi oknami z przodu i tyłu kabiny zamiast trzech mniejszych (były one przez to popularnie nazywane „modelem sportowym” – „sportmodell”). Zmodernizowana seria była także przystosowana do sterowania wielokrotnego.
Dwie lokomotywy Z4p wyprodukowano ponadto dla prywatnej kolei Nordmark-Klarälvens Järnvägar (NKlJ) w Värmland, a kilka dla kolei przemysłowych.

## Eksploatacja

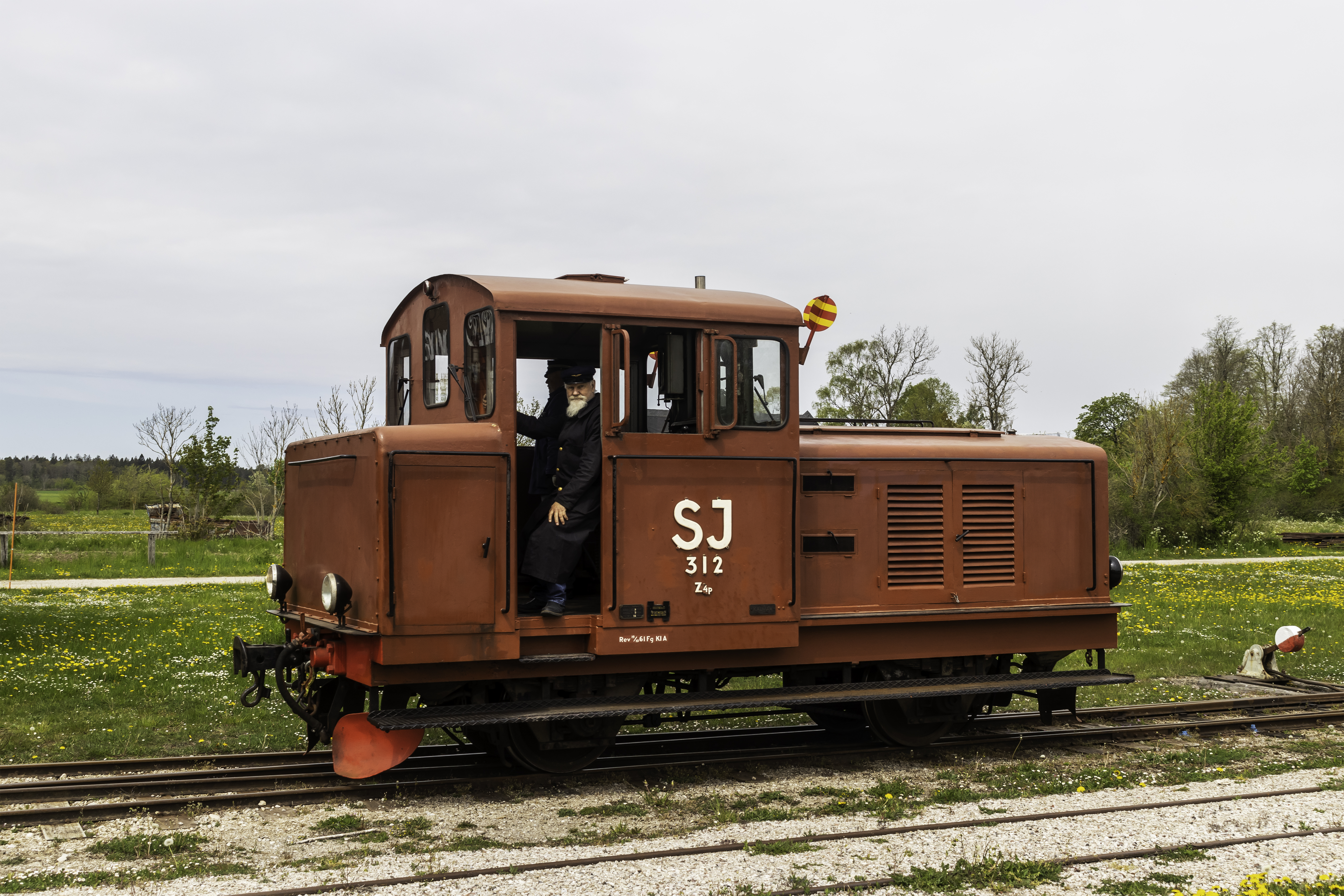
Z4p 312 kolei SJ od tyłu

Lokomotywy Z4p i Z4t były dostarczane dla kolei państwowych SJ od lutego 1950 roku. Otrzymały tam numery: 226-229 (Z4t), 230-232, 256-266, 307-310 (Z4t), 311-324, 327-331, 397-411. Łącznie dla SJ wyprodukowano 48 lokomotyw Z4p i 8 Z4t. Były one używane głównie do manewrów i pociągów towarowych, ale także mieszanych. Lokomotywy 315, 316, 320 i 323 zostały przystosowane do ciągnięcia pociągów towarowych na Gotlandii w trakcji wielokrotnej. Taką możliwość miały też od początku lokomotywy ostatniej zmodernizowanej serii. Wycofane je ze służby na kolejach SJ po zamknięciu ostatnich kolei wąskotorowych o tych prześwitach toru: Z4t w 1979 (tor 1067 mm), a Z4p w 1988 roku (tor 891 mm).
Koleje SJ przejęły i zaliczyły do serii Z4p po nacjonalizacji kolei GJ i SRJ również trzy lokomotywy pierwotnej budowy z lat 1947–48: dwie w 1948 roku z Kolei Gotlandzkich (oznaczone 248 i 249) i jedną w 1959 roku z kolei Stockholm–Roslagens (oznaczoną 539, następnie 1539). Ponadto, oznaczenie serii Z4p na kolejach SJ otrzymało także kilka podobnych przedwojennych lokomotyw produkcji KVAB z lat 1937–38 przejętych po nacjonalizacji kolei prywatnych (235, 250, 251).
Siedem lokomotyw Z4p kolei SJ zostało przebudowanych na początku lat 60. na Z4tu o nietypowym rozstawie szyn 1093 mm dla obsługi znacjonalizowanej kolei Köping-Uttersberg-Riddarhyttan (KURJ). Nosiły one numery: 315-317, 323, 397, 399 i 407. Już wkrótce, po zamknięciu tej kolei w 1966 roku lokomotywy te przebudowano z powrotem na Z4p lub Z4t, a dwie (316-317) zostały sprzedane kolei Riddarhyttan AB, która jeszcze prowadziła tam ruch przez trzy lata.
Prywatna kolej Nordmark-Klarälvens Järnvägar (NKlJ) używała dwóch lokomotyw Z4p, a pod koniec lat 60. przejęła dwie Z4tu od Riddarhyttan AB, przebudowane następnie z powrotem na Z4p. Wycofano je po zamknięciu linii kolejowej w 1990 roku, po czym dwie sprzedano spółce Storstockholms Lokaltrafik (SL), która używała ich na sztokholmskiej kolei aglomeracyjnej Roslagsbanan do 2015 roku do prac torowych, obok trzech dawnych lokomotyw SJ.
30 lokomotyw Z4p zostało zachowanych w Szwecji do celów muzealnych, a ponadto dwie Z4t na kolei Setesdalsbanen w Norwegii. Ponadto, pierwsza lokomotywa z 1947 roku dla kolei SRJ, o krótszym rozstawie osi, została zachowana na kolei muzealnej Lennakatten (oznaczenie SRJ 1). Lokomotywa nr 316 na kolei muzealnej Köping-Uttersbergs Järnvägsmuseiförening została w 2010 roku ponownie przebudowana na Z4tu o rozstawie osi 1093 mm.